# ASV Hüttigweiler
Der ASV Hüttigweiler ist ein Ringerverein aus der Gemeinde Illingen im Landkreis Neunkirchen im Saarland.
Der Verein wurde 1908 unter dem Namen Deutsche Kraft Hüttigweiler gegründet. Nach dem Ersten Weltkrieg wurde die Mannschaft immer stärker und stieg 1934 in die Oberliga auf, damals die höchste Klasse im deutschen Ringen damals. Im Zweiten Weltkrieg ließen viele Ringer aus Hüttigweiler ihr Leben. Trotzdem erhielt der Verein 1949 seine Selbständigkeit zurück und stieg 1956 von der Landesliga B wieder in die Oberliga auf.
Mitte der 1960er-Jahre erkannte der Verein, dass die Jugend mehr gefördert werden müsse. Diese Erkenntnis führte schon 1971 zum Meistertitel der A-Jugend-Ringer des ASV Hüttigweilers. 1972 und 1974 wurde die A-Jugend nochmals deutscher Mannschaftsmeister und 1973 Vizemeister.
1970 durften die Herren in die neu gegründete Regionalliga Südwest aufsteigen, doch schon nach drei Jahren musste man den Abstieg hinnehmen. Doch wieder einmal waren es die Jugendlichen, die den Verein wieder auf die Beine halfen. 1977 feierte Hüttigweiler den Aufstieg in die 1. Bundesliga. Anfang der 1980er-Jahre jedoch stieg der ASV Hüttigweiler, der immer mehr mit nicht einheimischen Ringern bestückt worden war, in die 2. Bundesliga ab.